# Lipovec (okres Martin)
Lipovec je obec na Slovensku v okrese Martin. Žije v něm 912 obyvatel. Vesnice stojí na úpatí jižních svahů Malé Fatry na pravé straně řeky Váh. První písemná zmínka o vsi pochází z roku 1375. Rozloha katastrálního území je 1276 hektaru. Obcí vede Krpeliansky kanál, který přivádí vodu k vodní elektrárně.
Většinu území obce tvoří listnaté a smíšené lesy. Zasahuje do něj část národního parku Malá Fatra, národní přírodní rezervace Kľačianska Magura a leží v něm přírodní rezervace Hajasová a Hrádok.